# Xã Dortch, Quận Lonoke, Arkansas
Xã Dortch (tiếng Anh: Dortch Township) là một xã thuộc quận Lonoke, tiểu bang Arkansas, Hoa Kỳ. Năm 2010, dân số của xã này là 132 người.